# Phyllophaga clypeata
Phyllophaga clypeata är en skalbaggsart som beskrevs av Horn 1887. Phyllophaga clypeata ingår i släktet Phyllophaga och familjen Melolonthidae. Inga underarter finns listade i Catalogue of Life.